# طب الأطفال

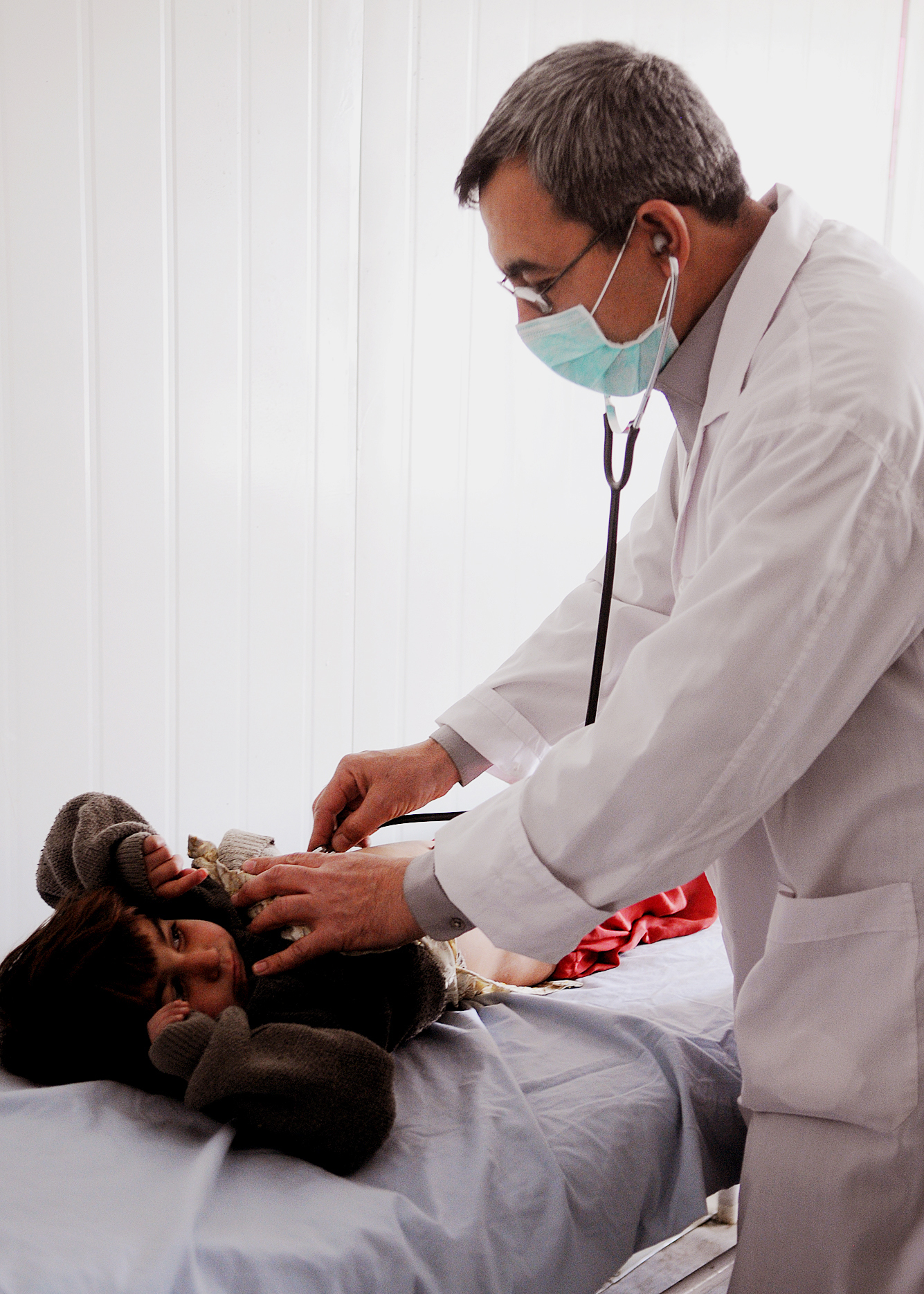
طبيب يستمع لنبضات قلب طفل مستخدما سماعة طبية.

طب الأطفال فرع من فروع الطب، يهتم برعاية الأطفال. ولذلك فهو يشمل مختلف أوجه التطور والصحة البدنية، والنفسية للطفل، بما في ذلك معالجة الأمراض، والإعاقات والأمراض المختلفة. وكثيرًا ما يمتد ليشمل الرعاية الصحية الوقائية. ويسمَّى الأطباء الذين يمارسون طب الأطفال أخصائيي طب الأطفال.
ويقوم هؤلاء الأطباء، بتوفير الرعاية للأطفال من مختلف الفئات العمرية، ابتداء من الميلاد وحتى مرحلة المراهقة.
وقد تطور طب الأطفال كفرع مستقل في الطب، لأن الكثير من المشكلات الصحية يحدث بصورة رئيسية أو استثنائية لدى الأطفال. على سبيل المثال، يصيب مرض جدري الماء الأطفال أكثر بكثير مما يصيب البالغين. ولأن الأطفال يختلفون بدنيًا ونفسيًا عن الكبار، فعلى الأطباء معالجتهم بشكل مختلف. هذا فضلاً عن أن الأطفال سريعو النمو، مما يجعل تغيرهم أسرع من تغير الكبار.
بعد الحصول على الشهادة الرسمية بمزاولة الطب، يقضي الطبيب، الذي يعتزم التخصص في طب الأطفال، عدة سنوات في التدريب المتخصص في العناية الطبية بالأطفال. وهناك العديد من أخصائيي طب الأطفال الذين يقضون سنتين أو ثلاثًا من التدريب الإضافي في مجال معين من طب الأطفال. فهم، على سبيل المثال، قد يتخصصون في أمراض الدم أو سرطان الدم؛ أو في أعضاء معينة مثل القلب، أو الكليتين أو الرئتين أو في مرضى مجموعة عمرية معينة، مثل الأطفال المبتسرين أو المواليد الجدد أو المراهقين.

## تاريخياً

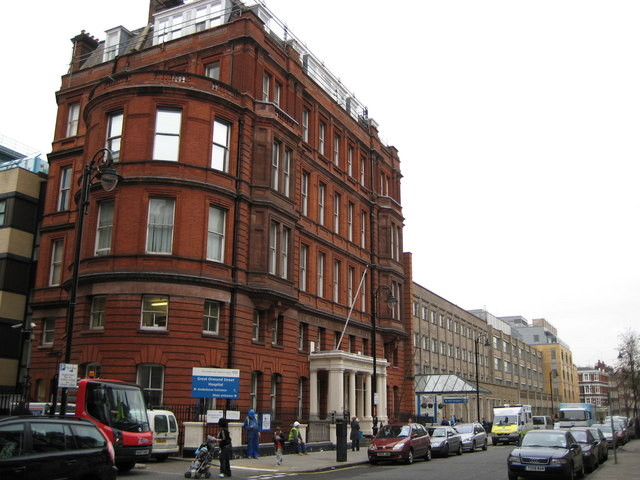
جزء من مستشفى جريت أورموند ستريت في لندن، المملكة المتحدة، وهي أول مستشفى أطفال في الدول المتحدثة باللغة الإنجليزية.

علم طب الأطفال علم حديث نسبيا. أبوقراط، أرسطو، سيليسيوس، سورانوس، جالينوس، فهموا الفروقات بين المخلوقات النامية والناضجة والتي أكّدت على اختلاف طرق العلاج لكل منهم.
«بشكل عام، لا يصح أن يعالج الأولاد كما يعالج الرجال.» سيليسيوس.).
بعض من أقدم الآثار لأطباء الأطفال وجدت في الحضارة الهندية القديمة [الإنجليزية] وكانوا يسمّوهم «كومار بهارتيا».
ساسروتا سامهيتا كتاب أيورفيدي حول طب الأطفال أُلِّف في القرن السادس قبل الميلاد. وكاشيابا سامهيتا [الإنجليزية] كتاب آخر ألف قي تلك الفترة أيضا.
مخطوطة تعود للقرن الثاني الميلادي لطبيب النسائية اليوناني سورانوس تعاملت مع طب حديثي الولادة. أورباسيوس، أوتيس من أميدا [الإنجليزية]، ألكسندر تراليانوس، بولوس أجينيتا، أطباء بيزنطيون ساهموا في هذا المجال أيضا. كما قام البيزنطيون ببناء البريفوتوروفيا. ثم جاء الكتّاب المسلمون ليقوموا بدور الجسر ما بين الطب الروماني اليوناني والبيزنطي، بل وأضافوا أفكارهم الخاصة كعلي بن العباس، سرابيون، وابن سينا، وابن رشد. المدرسة الفارسية متمثلة بالرازي (865-925) الذي نشر دراسة قصيرة تتعلق بالأمراض التي تصيب الأطفال. الكتاب الأول المتعلق بطب الأطفال عام 1472 «الكتاب الصغير عن الأمراض للأطفال والعلاج» لطبيب الأطفال الإيطالي باولو باجيللاردو. ثم جاء كل من بارثولوموس ميتلينج [الإنجليزية] ر 1473، كورونيليوس رولنز (1450-1525)، هينريك فون لوفنبيرج (1391-1460)، كلهم ساهموا بما يعرف بالأمثلة الطبية " "Pediatric Incunabula وهي الدراسات الكبيرة المتعلقة بعلمي الوظائف والأمراض للأطفال.
الطبيب السويدي نيلز روزن فون روزينتين [الإنجليزية] (1706-1773) يعتبر مؤسس علم طب الأطفال الحديث كتخصص طبي، ويعتبر كتابه «أمراض الأطفال» وعلاجاته (1764) أول كتاب مختص بالعصر الحديث. استمر طب الأطفال كتخصص طبي بالتطور في القرن التاسع عشر، آبراهام جاكوبي (1830-1919) الذي يعتبر أب طب الأطفال في أمريكا لمساهماته الكبيرة في هذا المجال. ولد في ألمانيا، حيث تلقى تعليمه الطبي بعدها أكمل ممارسته للمهنة في مدينة نيويورك.
أول مستشفى معتمد لطب الأطفال هو المستفى الفرنسي «مستشفى للأطفال المرضى» والذي تم افتتاحه في باريس في حزيران 1802، والذي أسس على موقع دار أيتام قديم. كان المستشفى في بداياته يستقبل المرضى حتى عمر الخامسة عشر، واستمر إلى يومنا هذا كقسم طب الأطفال في مستشفى نيكير لمرضى الأطفال، والذي تأسس في عام 1920 بعد دمجه مع مستشفى نيكر [الإنجليزية] والذي أسس في 1778.
وفي البلدان الأوروبية الأخرى، الشاريتيه (مستشفى أسس عام 1710) في برلين أقام جناح خاص للأطفال عام 1830، ولحقت بها مؤسسات مشابهة في سانت بيطرسبيرغ عام 1834، وفي فيينا ووارسو عام 1837. في 1852 مستشفى الأطفال البريطاني الأول، مستشفى جريت أورموند ستريت. مستشفى الأطفال الأول في اسكتلندا قام في عام 1860 في إيدينبره. في الولايات المتحدة، أول مؤسسة مشابهة كانت مستفى الأطفال في فيلاديلفيا، والتي افتتحت عام 1855، ومستفى بوسطن للأطفال عام 1869.

## الاختلافات بين طب الأطفال وطب البالغين
هناك توازي بين فروقات حجم الجسد وتغيرات النضوج والنمو. حجم الجسم الأصغر لطفل حديث الولادة يتماشى مع اختلافات في وظائف الأعضاء مقارنة مع الكبار. التشوهات الخلقية والتباين الجيني والمواضيع التي تتعلق بالنمو تمثل مواضع اهتمام أكبر لدى أطباء الأطفال مقارنة مع غيرهم.
هناك اختلاف كبير بين طب الأطفال وغيره من التخصصات وهو أن الأطفال –في معظم التشريعات- قاصرون ولا يستطيعون اتخاذ قراراتهم بأنفسهم. قضايا الوصاية والخصوصية السرية والمسؤولية القانونية والموافقة يجب أن تؤخذ بعين الاعتبار قبل أي عملية طبية. بمعنى أن أطباء الأطفال يجب أن يتعاملوا بل وأحياناً أن يعالجوا الطفل المريض وأهله وعائلته. المراهقون وعلى حسب فئاتهم القانونية، يملكون الحق باتخاذ قراراتهم الخاصة بما يتعلق برعايتهم الصحية في بعض الظروف. وبشكل أساسي؛ فإن أطباء الأطفال يعتنون بحاجات الأطفال بدءاً من الدعم العاطفي وحتى الدعم الصحي.

## تدريب أطباء الأطفال

- المهنة *الاسم: طبيب أطفال *نوع المهنة: متخصصة *قطاع النشاط: الطب *الوصف *التعليم المطلوب: دكتور في الطب *دكتور في الطب التقويمي

يختلف تدريب الأطفال من مكان لآخر عبر العالم. وبالاعتماد على القوانين والتشريعات والجامعات المختلفة؛ فإن برنامج التدريب قد يكون لمن أكملوا تخرجهم من كلية الطب أو للذين لم يكملوه بعد. في دول الكومونولث؛ فإن الذين لم يكملوا تخرجهم بعد، يستطيعون اللحاق بالبرنامج التدريبي لمدة خمس أو ست سنوات. أما الدول التي تلحق المتخرجين بالبرنامج (كما في الولايات المتحدة)؛ فإنه يستمر لمدة أربع أو خمس سنوات، والذين يكونون قد أنهوا درجة جامعية –عادة- في العلوم. خريجو الكليات الطبية يحملون درجات خاصة تختلف بناء على الدولة أو الجامعة التي تخرجوا منها. هذه الدرجة تؤهل الممارس لأن يصبح مسجلا ومرخصا ضمن قوانين تلك الدولة، وأحيانا في أكثر من دولة، والتي تخضع لمتطلبات وشروط التخصص والتسجيل.
يجب أن يخضع أطباء الأطفال لتدريبات أخرى في المجال الذي يختارونه، وهذا قد يتطلب من أربع إلى إحدى عشرة سنة أو أكثر من التدريب، (تعتمد مدة التدريب على تشريعات الدولة وعلى درجة الاختصاص). تدريب ما بعد التخرج للحصول على درجة «طبيب رعاية أولية» -والذي يتضمن تدريب «طبيب أطفال رعاية أولية»- لا يكون طويلا مقارنة مع تخصص طب الأطفال في المستشفيات المختلفة.
في معظم القوانين، يكون الحصول على درجة ابتدائية في الطب قبل البدء في الاختصاص لازما، ولكن في بعض الدول الأخرى؛ فإن التخصص في طب الأطفال يبدأ حتى قبل الحصول على هذه الدرجة. وفي بعض الدول الأخرى، يبدأ التخصص مباشرة بعض الحصول على الدرجة الابتدائية. الأطباء الصغار يجب أن يحصلوا على تدريب عام لعدد من السنوات قبل أن يبدؤوا في تخصص طب الأطفال أو غيره من التخصصات. تدريب المتخصصين يكون وبشكل عام تابعا لمنظمات طب الأطفال وليس للجامعات، وبالطبع فإن ذلك يعتمد على قوانين الدول المختلفة.

### التخصصات الفرعية
تتضمن التخصصات الفرعية لطب الأطفال الكثير من الأفرع، ومنها:
- طب المراهقين
- طب إساءة معاملة الأطفال
- طب الأطفال التنموي والسلوكي
- علم حديثي الولادة
- علم الحساسية والمناعة للأطفال
- طب القلب للأطفال
- طب العناية الحثيثة للأطفال
- طب الجلدية للأطفال [الإنجليزية]
- طب الطوارئ للأطفال [الإنجليزية]
- طب الغدد الصماء للأطفال
- طب الجهاز الهضمي للأطفال [الإنجليزية]
- طب أمراض الدم للأطفال [الإنجليزية]
- طب الأمراض السارية والمعدية للأطفال
- طب الكلى للأطفال
- طب الأعصاب للأطفال [الإنجليزية]
- الطب النفسي والعصبي للأطفال
- علم الأورام للأطفال
- طب العيون للأطفال
- الطب النفسي للأطفال [الإنجليزية]
- طب الجهاز التنفسي للأطفال
- طب الروماتيزم للأطفال
- طب الأطفال والمجتمع